# Proasellus monodi
Proasellus monodi is een pissebed uit de familie Asellidae. De wetenschappelijke naam van de soort is voor het eerst geldig gepubliceerd in 1942 door Hans Strouhal.